# 绍恩达特蒂-耶尔拉姆马
绍恩达特蒂-耶尔拉姆马（Saundatti-Yellamma），是印度卡纳塔克邦Belgaum县的一个城镇。总人口38212（2001年）。

## 人口
该地2001年总人口38212人，其中男性19426人，女性18786人；0—6岁人口5162人，其中男2577人，女2585人；识字率60.63%，其中男性为70.01%，女性为50.94%。